# Strojní zámečník

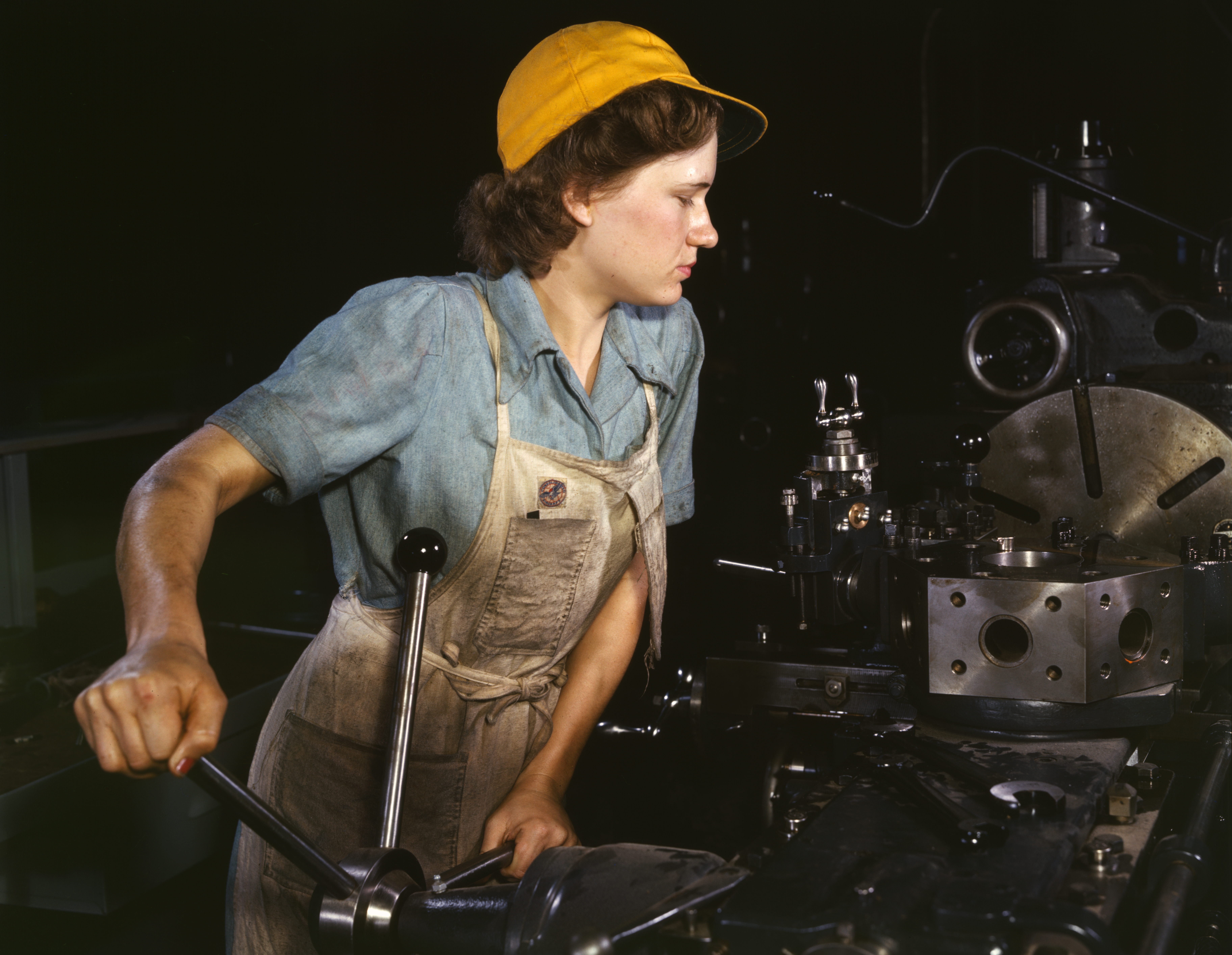
Žena pracující na revolverovém soustruhu

Strojní zámečník je univerzální řemeslník, který se zabývá ručním i strojním obráběním kovů, zejména v kusové strojírenské výrobě a při opravách.

## Druhy prací
Vedle čtení výkresů, rozměřování a orýsování musí ovládat běžné ruční technologie (pilování, sekání, svařování, řezání závitů atd.) Samostatně pracuje na různých obráběcích strojích, zejména univerzálních. Pracuje hlavně s ocelí, vyrábí součásti střední velikosti, montuje kusové stroje a zařízení.
"Zámečna" bývá také klasickou dílnou strojních průmyslovek pro výuku i dílenskou praxi.